# لوئیس آسودو آندراده
لوئیس برناردو آسودو آندراده (اسپانیایی: Luis Acevedo Andrade‎; ‏۵ فوریهٔ ۱۹۴۳ – ۳۰ آوریل ۱۹۷۴) سیاستمدار و فعال حقوق بشر اهل شیلی که تا یازدهم سپتامبر ۱۹۷۳ شهردار کویلیمیو، شیلی بود. آندارده همچنین دبیرکل حزب کمونیست شیلی بود. او جزو ناپدیدشده‌های اجباری است.

## بازداشت
آندارده در هنگام کودتای ۱۱ سپتامبر ۱۹۷۳، که دولت آلنده سرنگون شد، شهردار کوئلمو، شیلی و همچنین دبیرکل حزب کمونیست شیلی بود، او در ۳۰ آوریل ۱۹۷۴ توسط پلیس شیلی به عنوان شهردار دستگیر شد، این درحالی بود که او با همسرش الگانتینا آلگریا همراه با ۵ فرزند خود در خانه شخصی مشغول صرف ناهار بودند. او را به کمیسر پلیس منتقل کردند و به همراه ۱۹ همکارش به تام منتقل گردید، و بعد از مدتی به کمیته اصلاح منتقل شد، جایی که در واقع توسط این کمیته مورد شکنجه قرار گرفت. ده روز بعد ۱۷نفر از ۲۰زندانی از زندان کویلیمیو آزاد شدند، دو نفر دیگر را هم به پایگاه دریایی تالکاهانو منتقل کردند که این دو نفر گزارش کردند که آخرین بار وی را در زندان مشاهده کردند که، حال آن که سرنوشت شهردار آسوادو آندراده نامشخص بود و از آن تاریخ او مفقود شده‌است.
گیرمو سان‌هیوزا، یکی از زندانیانی که از زندان آزاد شد، داستان کامل لوئیس آسودو آندراده را افشا کرده و به همسرش گفت. با این حال، هنگامی که همسر آسوادو در ایستگاه پلیس از وضعیت همسرش جویا شد، آنها به او گفتند که لوئیس برناردو آسودو آندراده در روز اول ماه مه از زندان آزاد شده‌است و برای اثبات آن کتابی را به نام (Novedades) به همسرش که سواد نداشت نشان دادند که مهر انگشت او بر آن کتاب بود. این کاملاً نادرست بود، زیرا شهردار شهری مثل کویلیمیو که بی‌سواد نبود تا انگشت بزند ضمن این که او امضا داشت و امضای او را می‌شد بر روی کارت شناسایی اش رویت کرد.

## عدالت در ۲۰۱۴
برای اجرای عدالت، نیاز به تصویب قطعنامه‌ای بود تا بنا بر ماده ۱۴۱ قانون جزا بتوانند ادله کافی برای مجازات آدم‌ربایی را دنبال کنند.
نویسنده کتاب عاملان جنایت غیرقانونی لوئیس آسودو آندراده، هریبرتو روخا خمینز اهل شهر کوئلمو بود و به‌طور مستقیم در جریان این پرونده قرار داشت
سه نفر به نام‌های خوان آلابو مندوزا، سرجیو آریلوسید و گیرمو رودریگز سولیوان به عنوان عاملان جرم آدم‌ربایی لوئیس برناردو آسوده آندراده شناخته شدند، این افراد به عنوان پرسنل ایستگاه چهارم پلیس ملی شیلی متهم به آدم‌ربایی شدند.
خوزه لوئیس آسودو آندراده، پسر لوئیس آسودو آندراده شهردار سابق کوئلمو بود، خوزه لوئیس آسودو، در تاریخ ۳۰ آوریل ۱۹۷۴ هنگامی که پدرش، شهردار کوئلمو بود توسط پلیس دستگیر شد، و از آنجا پدرش را به ایستگاه چهارم پلیس ملی شیلی بردند، و در همان نقطه او تا به امروز گمشده است.
چهل سال از این مسئله گذشت تا اینکه در ۲۰ نوامبر ۲۰۱۴، گام جدیدی در اجرای عدالت در خصوص پرونده لوئیس آسودو آندراده یکی از ناپدیدشده‌ها اجباری برداشته شد و در این خصوص سه پلیس سابق به جرمهای غیرقانونی بازداشت و متهم به ربودن شهردار سابق کوئلمو در سال ۱۹۷۴ ربایی شهردار سابق کوئلمو شدند. به دنبال تشکیل دادگاه سرانجام، در دادگاه تجدید نظر پرونده لوئیس آسودو (۱۸۳۷–۲۰۱۱)، مورد بررسی قرار گرفت- که در حضور وزیران خوان مانوئل مانوپ پردو، دوبری لوئیس و توماس گری بود- تقریباً تمام احکام صادر شده مورد تأیید هیئت منصفه و وزیر و قضات قرار گرفت.
خوان آبلا مندوزا، سرجیو آروالوسید و گیرمو رودریگز سالیوان توسط دادگاه مجازات شدند و به مدت ۵ سال و یک روز زندان محکوم شدند: بنیامینو بوزو باسو و کارلوس آگیون هنریکز به ۳ سال حبس همراه با امتیاز مرخصی مشروط و متهم آخر هریبرتو روخاس خمینز به ۳۰۰ روز حبس با مرخصی مشروط محکوم شد.

## واکنشها
خوزه آسودو آندراده، نارضایتی خودرا از حکمی که دادگاه برای سرهنگ پلیس، خوان آبلو، مسئول بازداشت و ناپدید کردن پدرش در سال ۱۹۷۴ صادر کرده‌است، ابراز کرد، وی اظهار داشت: "نباید چنین مزایایی را آن هم برای متهمین حقوق بشر قائل شویم":
«هیچ نشانی از عدالت وجود ندارد، ما به عنوان خانواده قربانی از تصمیمی که دادگاه گرفته کاملاً ناراحت هستیم، زیرا این مرکز توسط این نفرات مرتکب جنایت علیه بشریت شده‌است، چطور به آنها آزادی می‌دهند. این درحالی است که ما هنوز نتوانسته‌ایم عزیزانمان را پیدا کنیم» این اظهارات خوزه آسودو فرزند لوئیس آسودو به رادیو بیو بیو است. وی اضافه کرد «این درحالی است که آنها حتی محل دفن آنها را به ما نمی‌گویند، بنابراین من می‌گویم آنچه امروز در شیلی می‌گذرد عدالت نیست و با فرایند قانون بین‌المللی مطابقت ندارد.»

## اعتراف
پس از شکست آگوستو پینوشه در ماه فوریه ۱۹۹۸، کمیسیون ۱۹۹۱ تلاش چند جانبه‌ای را بر روی دولت ایولین به منظور فشار حداکثری برای کشف حقیقت اعمال کرد تا نقض حقوق بشر، تعدادی از شکنجه‌ها و بازداشتگاه‌ها ازجمله (کولونی دیگنی‌داد یا ورزشگاه ویکتور خارا) را افشا کرد. .. و غیره؛ و مشخص شد که حداقل ۳۲۰۰ نفر توسط رژیم کشته یا ناپدید شده‌اند.
گزارش بعدی در خصوص آسودو، گزارش والچ است (که در نوامبر ۲۰۰۴ منتشر شد)، این گزارش تعداد تلفات را ۳۲۰۰ نفر مورد تأیید قرار داد، اما موارد ناپدید شدن را به طرز چشمگیری کاهش داده‌است. این برآورد حدود ۲۸۰۰۰ دستگیری است که اکثریت بازداشت شدگان در زندان نگهداری می‌شوند و در موارد زیادی شکنجه شده‌اند.